# Колумбијски сукоб
Колумбијски сукоб је почео средином 1960-их година и представља асиметрични рат између колумбијских власти, паравојних јединица и криминалних организација, и левичарских герила, као што су Револуционарне Оружане Снаге Колумбије (FARC) и војске Националног ослобођења (ELN), које се боре међусобно, како би повећали свој утицај на територији Колумбије.
Сукоб је своје корене имао у дугогодишњим споровима око поделе пољопривредног земљишта, а које су крајем 1940-их ескалирали у крваве сукобе између присталица традиционално супарничких колумбијских политичких странака - конзервативаца и либерала - познатих као Ла Виоленсија. Иако је главна герилска формација ФАРЦ настала као оружано крило Колумбијске комунистичке партије, велики дио поражених либерала им је пружио подршку. Сукоб је од самих почетака добио шире димензије, пре свега у контексту Хладног рата, с обзиром да су владу подржавале САД, а герилце СССР и Куба; са друге стране је постао један од сукоба ниског интензитета с обзиром да герилци нису били у стању свргнути режим, али ни режим није био у стању да искорени герилу. То се најчешће тумачи тиме да су левичарски герилци од самог почетка преузели надзор над забаченим подручјима у којима се узгајала кока, односно препознали производњу и дистрибуцију кокаина као главно средство за финансирање своје борбе. Сукоб су додатно закомпликовале и активности радикално десних паравојних формација које су такође своју борбу против левичара финансирале на исти начин. Сукоб, у коме су све стране, у већој или мањој мери, изводиле убиства, отмице и друге злочине над цивилима, се повремено смиривао уз покушаје проналажења политичког решења. Они су кулминацију постигли у лето 2016. када су колумбијска влада и ФАРЦ постигли споразум о прекиду ватре.
У шездесетогодишњем раздобљу је погинуло готово 220.000 људи, од чега скоро 180.000 цивила, међу којима и око 45.000 малолетника, а расељено је преко 7 милиона људи.